# Volkskammerverkiezingen 1954
De Volkskammerverkiezingen van 1954 vonden op 17 oktober 1954 in de Duitse Democratische Republiek plaats. Het waren de tweede landelijke verkiezingen in de DDR.
Net als bij de voorgaande verkiezingen vonden ook deze verkiezingen plaats op basis van een eenheidslijst van het Nationaal Front (Nationale Front). De meeste zetels waren gereserveerd voor de communistische Socialistische Eenheidspartij van Duitsland (Sozialistische Einheitspartei Deutschlands, SED). Andere zetels waren gereserveerd voor de zogenaamde "Blokpartijen" (Blockparteien) en de massaorganisatie. Volgens de officiële cijfers stemde 99,46% van de kiesgerechtigden vóór de eenheidslijst van het NF.

## Uitslag
| Partij/massaorganisatie                                                                    | DDR-afgevaardigden | Groot-Berlijn-afgevaardigden | totaal | naar partijlidmaatschap |
| ------------------------------------------------------------------------------------------ | ------------------ | ---------------------------- | ------ | ----------------------- |
| Socialistische Eenheidspartij van Duitsland (Sozialistische Einheitspartei Deutschlands)   | 100                | 17                           | 117    |                         |
| Democratische Boerenpartij van Duitsland (Demokratische Bauernpartei Deutschlands)         | 45                 | 7                            | 52     |                         |
| Christelijk-Democratische Unie van Duitsland (Christlich-Demokratische Union Deutschlands) | 45                 | 7                            | 52     |                         |
| Liberaal-Democratische Partij van Duitsland (Liberal-Demokratische Partei Deutschlands)    | 45                 | 7                            | 52     |                         |
| Nationaal-Democratische Partij van Duitsland (National-Demokratische Partei Deutschlands)  | 45                 | 7                            | 52     |                         |
| Vrije Duitse Vakvereniging (Freier Deutscher Gewerkschaftsbund)                            | 45                 | 8                            | 53     | -                       |
| Democratische Vrouwenbond van Duitsland (Demokratischer Frauenbund Deutschlands)           | 25                 | 4                            | 29     | -                       |
| Vrije Duitse Jeugd (Freie Deutsche Jugend)                                                 | 25                 | 4                            | 29     | -                       |
| Cultuurbond (Kulturbund)                                                                   | 15                 | 3                            | 18     | -                       |
| Vereniging van de Wederzijdse Boerenhulp (Vereinigung der gegenseitigen Bauernhilfe)       | 10                 | 2                            | 12     | -                       |
| Totaal                                                                                     | 400                | 66                           | 466    |                         |

## Presidium
- Voorzitter van de Volkskammer
Johannes Dieckmann (LDPD)
- Eerste vicevoorzitter van de Volkskammer
Hermann Matern (SED)
- Vicevoorzitters
Friedrich Ebert jr. (SED)
Gerald Götting (CDUD)
Wilhelmine Schirmer-Pröscher (DFD)
Grete Groh-Kummerlöw (FDGB)

## Fractievoorzitters
- SED: Hermann Matern
- DBD: Berthold Rose
- CDUD: Max Sefrin
- LDPD: Rudolf Agsten
- NDPD: Heinrich Homann
- FDGB: Rudolf Kirchner
- DFD: Wally Keller
- FDJ: Edith Brandt
- Kulturbund: Erich Wendt
- VdgB: Friedrich Wehmer

## Verwijzingen
1. ↑  De partijen die samenwerkten met de SED
2. ↑  Het gaat hier om het lidmaatschap van een partij van leden van de massaorganisaties van het NF